# Џулијана Ејден Мартинез
Џулијана Ејден Мартинез (енгл. Juliana Aidén Martinez) је америчка филмска и телевизијска глумица. Најпознатија је по улози Кејт Силве у серији Ред и закон: Одељење за специјалне жртве.